# Rui Costa (cykelrytter)
 For alternative betydninger, se Rui Costa. (Se også artikler, som begynder med Rui Costa)
Rui Alberto Faria da Costa (født 5. oktober 1986 i Póvoa de Varzim) er en portugisisk professionel landevejscykelrytter og cykler for EF Education-EasyPost.
I 2008 blev han nummer to samlet i Tour de l'Avenir. I maj 2009 vandt han Fire dage ved Dunkerque. I 2011 tog han sin hidtil største sejr da han vandt 8. etape af Tour de France.

## Meritter
2008
2. plads samlet Tour de l'Avenir
5. plads ved U23 VM i landevejscykling, Varese
2009
 Vinder af Fire dage ved Dunkerque
 Ungdomskonkurrencen
3. plads samlet i Vuelta Chihuahua Internacional
Vinder af 3. etape
2010
 Portugisisk mester i enkeltstart
Etapesejr Tour de Suisse
2. plads samlet Fire dage ved Dunkerque
 Ungdomskonkurrencen
2011
Vinder af Vuelta a la Comunidad de Madrid
Vinder af 8. etape i Tour de France
2013
Vinder af 16. og 19 etape af Tour de France 2013
D. 29 september 2013 vandt Rui Costa VM på landevej i Torino, Italien.